# Указ (Росія)
Указ ― термін, що означає державний акт, наказ у Московському царстві, Російській імперії, СРСР і в сучасній Російській федерації.

## Історія

### Московське царство і Російська імперія
Указ у Московському царстві та Російській імперії під цю назву підпадали державні акти, звичайно підписувані царем чи уповноваженими від нього особами.

### СРСР
Указ у СРСР назва законодавчого акту, що видає голова уряду або його парламент.
Укази поділяються на нормативні, тобто такі, що встановлюють правові норми, й індивідуальні: про призначення на посади, нагороди тощо. Нормативні укази після їх публікації і затвердження Верховною Радою набирають сили закону. Натомість індивідуальні укази не потребують затвердження і набирають чинності в зазначений в них термін. Указ Президії Верховної Ради СРСР автоматично обов'язкові для республіканських органів, а указ Президії Верховної Ради УРСР для республіканських органів управління. Республіканські укази УРСР публікуються у «Відомостях Верховної Ради УРСР»[значущість факту?].